# メフィスト賞
メフィスト賞（メフィストしょう）は、株式会社講談社が発行する文芸雑誌『メフィスト』から生まれた公募文学新人賞である。

## 沿革と概要
未発表の小説を対象とした新人賞で、特徴としては対象となるジャンルが『エンタテインメント作品（ミステリー、ファンタジー、SF、伝奇など）』という大まかな区分であること、『メフィスト』の編集者が下読みを介さず直接作品を読んだ上で選考を行うなど、既存の公募文学賞とは異なる。受賞に値する作品がなかった場合は次回持ち越しとなるため、欠番は発生しない。『メフィスト』には選考結果だけでなく、座談会形式で編集者が注目した作品が紹介され、受賞に至らないが興味深い作品の場合は応募者とコンタクトを取るとし、それが講談社からのデビューに繋がることもある。また、かつては明確な応募期間が設けられておらず通年募集で、話題に上らなかったり規定を外れた作品にも1行程度の寸評が必ず掲載されていた。
創設当初から賞金は存在しないが、受賞がそのまま出版につながるため印税が賞金代わりとなる（鮎川哲也賞と同じ）。受賞者には講談社の『江戸川乱歩賞』と同じくシャーロック・ホームズ像が進呈されるが、授賞式は行われず担当の編集者から手渡しされる。
かつて受賞作は講談社ノベルスで出版されることがほとんどで、稀にハードカバーやソフトカバーから出版されていた。2017年以降ではハードカバーあるいは講談社タイガからの刊行が多くなっている。
編集作業の進捗状況により受賞順に出版されるとは限らない（第46回 - 第48回の受賞作は第45回の『図書館の魔女』よりも先に刊行された）。
2013 VOL.3 の巻末座談会で、次号より原稿規定が変更される旨が告知され、2014年4月2日の『メフィスト 2014 VOL.1』で、新しい応募要項が発表された。大きな変更点は、講談社BOX新人賞と統合されたこと、規定のフォーマットで85〜180枚（原稿用紙換算で約330〜700枚）という原稿枚数の規定が設けられたことである。それまでは枚数の上限が設定されておらず、原稿用紙換算で約1400枚の清涼院流水『コズミック』や、約3500枚の高田大介『図書館の魔女』などが受賞していた（講談社BOX新人賞でも原稿用紙換算2170枚の神世希『神戯』などが受賞していた）。また、どちらの賞でもすべての投稿に寸評がついていたが、取りやめが告知された。募集要項に『人生で最も影響を受けた小説』の記載が追加された。
2020年12月に再度応募要項の変更があり、応募期間が上期と下期の2期制、投稿は講談社の文芸サイト「tree」からPDFのみで受付となった。小説の規定は上限が撤廃され、下限が40字×40字で50枚以上となった。枚数に下限があるため短編1作では対象にはならないが、連作形式で規定枚数に達していれば対象となり、第51回の『恋と禁忌の述語論理』は1作が約90ページの短編4作で刊行されている。また旧要項でも第3回の『六枚のとんかつ』は短編15作で刊行されている。受賞に至らないが、話題になった応募作については評価や改善点が公開されている。また文芸賞の受賞者は応募できないが、座談会での話題になった作品もある。
現在では受賞者により同窓会が開催されている。
また、第2回受賞者である清涼院流水が2012年に立ち上げた作家の英語圏進出プロジェクト「The BBB」に、森博嗣（第1回）・蘇部健一（第3回）・積木鏡介（第6回）・高田崇史（第9回）・秋月涼介（第20回）・矢野龍王（第30回）らメフィスト賞受賞者が多数参加している。

## 賞の特徴
創設当初から『究極のエンターテインメント』『面白ければなんでもあり』を標榜しており、第1回受賞者である森博嗣の『すべてがFになる』が『理系ミステリ』と称される理系研究者が活躍する本格ミステリであったのに対し、続く第2回受賞者清涼院流水の『コズミック 世紀末探偵神話』が、ミステリをベースにしつつ既存のジャンルに分類できない奇抜で長大な作品、第3回受賞者蘇部健一の『六枚のとんかつ』は下ネタやギャグが満載されたバカミスの連作短編であるなど、「一作家一ジャンル」と呼ばれるほど個性的な作品が集まるため、受賞作家は「メフィスト賞作家」と呼ばれることもある。
「1人の編集者が絶賛したら即デビュー」を原則としているため、作品としての完成度よりも個性的な作品が受賞する傾向にある。
奇抜な実験作品が注目される一方で、殊能将之や古処誠二など正統派な本格ミステリの書き手や、舞城王太郎や佐藤友哉のように純文学に近い領域に移る者、西尾維新のようにライトノベルと接近した作品を発表する者、辻村深月や小路幸也のように非ミステリのエンタメ作品を発表する作家がいる。
受賞者の特徴として、他の職に就きながらデビューしそのまま勤務を続けるケースや、地方に在住したまま活動を続けるケースが挙げられる。
2015年までの最年少受賞者は浦賀和宏の19歳。他にも20歳で受賞した佐藤友哉、西尾維新、岡崎隼人、21歳で受賞した清涼院流水や、22歳で受賞した北山猛邦、高里椎奈など、20代でデビューも多い。逆に最高年齢は丸山天寿の56歳。また、森博嗣は38歳、高田崇史は40歳でのデビューである。ただし、座談会では受賞しなくても、もっと若い応募者が取り上げられることもある（毎号、座談会が載っていた頃の話）。後には受賞時のみ文芸雑誌『メフィスト』で座談会が掲載されていた。

## 賞の略歴
（座談会の後ろの年月は、該当の座談会が収録された『メフィスト』の刊行年月）
1994年
この賞の創設には、持ち込みによってデビューした京極夏彦（1994年5月に原稿持ち込み、同年9月デビュー）の存在が大きい。のち『姑獲鳥の夏』に第0回メフィスト賞とシャーロックホームズ像が送られたとされる。
1995年 - 1996年
1995年8月、当初は文芸賞の創設を目的としておらず、誌上での「原稿募集」として開始された。この時点では応募規定は大まかなもので横書きでも受け付けていた。第2回座談会（1995年12月）までに3作品が集まったが、そのうちの1編が森博嗣の『冷たい密室と博士たち』に相当する作品で、これに興味を示した編集部が「森博嗣とコンタクトを取る」として座談会を終えた。
次の第3回座談会（1996年4月）で森が既に執筆を終えていた「すべてがFになる日」を改稿させ、デビュー作として決定、誌面で森のデビューが発表された。またこの時に「メフィスト賞」という賞名が正式に決定した。第3回座談会では、清涼院流水が投稿した『1200年密室伝説』の枚数や特異な作風が話題になっており、森と同じくコンタクトを取る旨が記された。
1996年4月、綾辻行人・我孫子武丸・法月綸太郎・有栖川有栖の推薦文が付された、第1回メフィスト賞受賞作『すべてがFになる』が講談社ノベルスから刊行された。
同年9月『1200年密室伝説』が『コズミック 世紀末探偵神話』と改題され、第2回受賞作として刊行された。
1997年 - 1998年
その後1年ほど受賞作がない期間が続くが、第7回座談会（1997年8月）で、蘇部健一が投稿した『FILE DARK L』が話題になり、翌月には第3回受賞作『六枚のとんかつ』として刊行された。また、同座談会で乾くるみが投稿した『失楽園J』の受賞も確定した。
この第7回座談会で、メフィスト賞の方針転換が発表された。ヒット作を連発する森博嗣や、奇抜な作風が話題を呼んだ清涼院流水の2人によって賞が注目され、それに続く才能が集まったことで、ペースや次の作品はどうなるのか、といった悩みが編集部内にあったが、第7回座談会で「でも、あと書けなくても、この作品がいま目の前にあることだけでいいのではないか。だから、これから続々メフィスト賞は誕生していきます」とされた。この後、1998年から2002年までの5年間は、年に4 - 6作品の受賞作が刊行されることになる。
1998年2月には、受賞が確定していた乾くるみの『失楽園J』が第4回受賞作『Jの神話』として、第5回受賞作浦賀和宏『記憶の果て』、第6回受賞作積木鏡介『歪んだ創世記』が同時刊行された。
1999年 - 2000年
もともとミステリに限った賞ではなかったが、1999年7月の第12回受賞作霧舎巧『ドッペルゲンガー宮 《あかずの扉》研究会流氷館へ』以来、殊能将之（第13回）、古処誠二（第14回）、氷川透（第15回）、黒田研二（第16回）、古泉迦十（第17回）、石崎幸二（第18回）と連続して本格ミステリの書き手が集まった。
第13回受賞作『ハサミ男』（殊能将之）と第17回受賞作『火蛾』（古泉迦十）は、「本格ミステリ・ベスト10」の該当年度でそれぞれ2位となり、古処誠二、黒田研二も2作目以降がベスト10に入っている。
2001年 - 2010年
この時期には、後に三島由紀夫賞を受賞する舞城王太郎・佐藤友哉や、受賞作を含むシリーズが「このライトノベルがすごい!」で1位を獲得した西尾維新など、ミステリの形式を借りて他のジャンルを書こうとする作家が多く受賞した。この3人は2003年創刊の『ファウスト』の中心執筆者となり、これ以降メフィスト賞でも、本格ミステリや実験的な作品以外にも、ライトノベルや新伝奇とミステリが融合したジャンルが多く受賞している。
2011年 - 2013年
辻村深月、舞城王太郎らのように、1990年代後半から2000年代前半にデビューし中堅となった作家が、芥川賞や直木賞などの著名な文学賞を受賞、もしくは常連候補となりはじめる。
北夏輝の『恋都の狐さん』のようにミステリ要素が薄く、恋愛小説のようなエンターテインメントが受賞する一方で、周木律のような『館もの』を志向する作家が登場し『ミステリ作家の登竜門』という側面は継承された。
2013年3月13日にはメフィスト賞作品が3ヶ月連続刊行された記念企画として『第1回メフィストの会』が開催された。
2014年 - 2020年
50回を迎えるにあたり、募集要項の変更などがあった。『メフィスト』2014年VOL.1（4月発売）誌上にて、講談社BOX新人賞（募集：2006年 - 2013年）との統合が発表され、以降は講談社ノベルスならびに講談社BOXの原稿を募集することとされた。また、従来は枚数の上限が設定されていなかったが、同誌上にて上限が40字×40行で180枚（原稿用紙換算約700枚）とされた。
新要項での第1作目となる第50回受賞作は早坂吝『○○○○○○○○殺人事件』が『タイトル当て』による『読者への挑戦状』、続く第51回受賞作の井上真偽『恋と禁忌の述語論理』は文中に数理論理学の記号を多用した連作短編であるなど、『一作家一ジャンル』という側面も継承されている。
2020年 -
再度応募要項の変更があり、上限が撤廃された。Web応募のみとなる。
特殊設定ミステリーなど応募時に人気の推理小説が投稿されているが、BLに近い作品やコンサルタントと格闘技を題材にしたエンタメ小説も投稿されている。また連作短編も投稿されている。

## 受賞作一覧
年は基本的に出版年。特記以外、初刊は講談社ノベルスまたは単行本、文庫は講談社文庫刊。
| 年     | 回     | 受賞作                                                  | 受賞者     | 初刊                                            | 文庫化                                  |
| ------ | ------ | ------------------------------------------------------- | ---------- | ----------------------------------------------- | --------------------------------------- |
| 1996年 | 第1回  | 『すべてがFになる』                                     | 森博嗣     | 1996年4月                                       | 1998年12月                              |
| 1996年 | 第2回  | 『コズミック 世紀末探偵神話』                           | 清涼院流水 | 1996年9月                                       | 2000年4月（流） 2000年5月（水）         |
| 1997年 | 第3回  | 『六枚のとんかつ』                                      | 蘇部健一   | 1997年9月                                       | 2002年1月                               |
| 1998年 | 第4回  | 『Jの神話』                                             | 乾くるみ   | 1998年2月                                       | 2002年6月                               |
| 1998年 | 第5回  | 『記憶の果て』                                          | 浦賀和宏   | 1998年2月                                       | 2001年8月                               |
| 1998年 | 第6回  | 『歪んだ創世記』                                        | 積木鏡介   | 1998年2月                                       |                                         |
| 1998年 | 第7回  | 『血塗られた神話』                                      | 新堂冬樹   | 1998年8月                                       | 2001年7月                               |
| 1998年 | 第8回  | 『ダブ(エ)ストン街道』                                  | 浅暮三文   | 1998年8月                                       | 2003年10月                              |
| 1998年 | 第9回  | 『QED 百人一首の呪』                                    | 高田崇史   | 1998年12月                                      | 2002年10月                              |
| 1999年 | 第10回 | 『Kの流儀 フルコンタクト・ゲーム』                      | 中島望     | 1999年2月                                       |                                         |
| 1999年 | 第11回 | 『銀の檻を溶かして 薬屋探偵妖綺談』                     | 高里椎奈   | 1999年3月                                       | 2005年5月                               |
| 1999年 | 第12回 | 『ドッペルゲンガー宮 《あかずの扉》研究会流氷館へ』     | 霧舎巧     | 1999年7月                                       | 2003年6月                               |
| 1999年 | 第13回 | 『ハサミ男』                                            | 殊能将之   | 1999年8月                                       | 2002年8月                               |
| 2000年 | 第14回 | 『UNKNOWN（アンノン）』                                 | 古処誠二   | 2000年4月                                       | 2006年11月                              |
| 2000年 | 第15回 | 『真っ暗な夜明け』                                      | 氷川透     | 2000年5月                                       |                                         |
| 2000年 | 第16回 | 『ウェディング・ドレス』                                | 黒田研二   | 2000年6月                                       | 2008年2月                               |
| 2000年 | 第17回 | 『火蛾』                                                | 古泉迦十   | 2000年9月                                       | 2023年5月                               |
| 2000年 | 第18回 | 『日曜日の沈黙』                                        | 石崎幸二   | 2000年12月                                      |                                         |
| 2001年 | 第19回 | 『煙か土か食い物 Smoke, Soil or Sacrifices』            | 舞城王太郎 | 2001年3月                                       | 2004年12月                              |
| 2001年 | 第20回 | 『月長石の魔犬』                                        | 秋月涼介   | 2001年6月                                       |                                         |
| 2001年 | 第21回 | 『フリッカー式 鏡公彦にうってつけの殺人』               | 佐藤友哉   | 2001年7月                                       | 2007年3月                               |
| 2001年 | 第22回 | 『DOOMSDAY―審判の夜―』                                  | 津村巧     | 2001年9月                                       |                                         |
| 2002年 | 第23回 | 『クビキリサイクル 青色サヴァンと戯言遣い』             | 西尾維新   | 2002年2月                                       | 2008年4月                               |
| 2002年 | 第24回 | 『『クロック城』殺人事件』                              | 北山猛邦   | 2002年3月                                       | 2007年10月                              |
| 2002年 | 第25回 | 『それでも、警官は微笑う』                              | 日明恩     | 2002年6月                                       | 2006年7月                               |
| 2002年 | 第26回 | 『死都日本』                                            | 石黒耀     | 2002年9月                                       | 2008年11月                              |
| 2003年 | 第27回 | 『フレームアウト』                                      | 生垣真太郎 | 2003年1月                                       |                                         |
| 2003年 | 第28回 | 『蜜の森の凍える女神』                                  | 関田涙     | 2003年3月                                       |                                         |
| 2003年 | 第29回 | 『空を見上げる古い歌を口ずさむ』                        | 小路幸也   | 2003年4月                                       | 2007年5月                               |
| 2004年 | 第30回 | 『極限推理コロシアム』                                  | 矢野龍王   | 2004年4月                                       | 2008年10月                              |
| 2004年 | 第31回 | 『冷たい校舎の時は止まる』                              | 辻村深月   | 2004年6月（上） 2004年7月（中） 2004年8月（下） | 2007年8月（上・下）                     |
| 2005年 | 第32回 | 『孤虫症』                                              | 真梨幸子   | 2005年3月                                       | 2008年10月                              |
| 2005年 | 第33回 | 『黙過の代償』                                          | 森山赳志   | 2005年12月                                      |                                         |
| 2006年 | 第34回 | 『少女は踊る暗い腹の中踊る』                            | 岡崎隼人   | 2006年6月                                       |                                         |
| 2007年 | 第35回 | 『天帝のはしたなき果実』                                | 古野まほろ | 2007年1月                                       | 2011年10月                              |
| 2007年 | 第36回 | 『ウルチモ・トルッコ 犯人はあなただ！』                 | 深水黎一郎 | 2007年4月                                       | 2014年10月                              |
| 2008年 | 第37回 | 『パラダイス・クローズド THANATOS』                     | 汀こるもの | 2008年1月                                       | 2011年2月                               |
| 2008年 | 第38回 | 『掘割で笑う女 浪人左門あやかし指南』                   | 輪渡颯介   | 2008年1月                                       | 2010年1月                               |
| 2008年 | 第39回 | 『マネーロード』                                        | 二郎遊真   | 2008年5月                                       |                                         |
| 2009年 | 第40回 | 『無貌伝 〜双児の子ら〜』                               | 望月守宮   | 2009年1月                                       | 2012年10月                              |
| 2009年 | 第41回 | 『虫とりのうた』                                        | 赤星香一郎 | 2009年8月                                       |                                         |
| 2009年 | 第42回 | 『プールの底に眠る』                                    | 白河三兎   | 2009年12月                                      | 2013年4月                               |
| 2010年 | 第43回 | 『キョウカンカク』                                      | 天祢涼     | 2010年2月                                       | 2013年7月                               |
| 2010年 | 第44回 | 『琅邪の鬼』                                            | 丸山天寿   | 2010年6月                                       | 2013年6月                               |
| 2010年 | 第45回 | 『図書館の魔女』                                        | 高田大介   | 2013年8月（上・下）                             | 2016年4月（一・二） 2016年5月（三・四） |
| 2012年 | 第46回 | 『恋都の狐さん』                                        | 北夏輝     | 2012年2月                                       | 2014年3月                               |
| 2013年 | 第47回 | 『眼球堂の殺人 〜The Book〜』                           | 周木律     | 2013年4月                                       | 2016年9月                               |
| 2013年 | 第48回 | 『愛の徴 ―天国の方角―』                                 | 近本洋一   | 2013年5月                                       |                                         |
| 2014年 | 第49回 | 『渦巻く回廊の鎮魂曲（レクイエム） 霊媒探偵アーネスト』 | 風森章羽   | 2014年5月                                       | 2016年8月                               |
| 2014年 | 第50回 | 『○○○○○○○○殺人事件』                                    | 早坂吝     | 2014年9月                                       | 2017年4月                               |
| 2015年 | 第51回 | 『恋と禁忌の述語論理（）』                              | 井上真偽   | 2015年1月                                       | 2018年12月                              |
| 2017年 | 第52回 | 『誰かが見ている』                                      | 宮西真冬   | 2017年4月                                       | 2021年2月                               |
| 2017年 | 第53回 | 『NO推理、NO探偵？』                                    | 柾木政宗   | 2017年9月                                       | 2024年8月                               |
| 2017年 | 第54回 | 『毎年、記憶を失う彼女の救いかた』                      | 望月拓海   |                                                 | 2017年12月                              |
| 2018年 | 第55回 | 『閻魔堂沙羅の推理奇譚』                                | 木元哉多   |                                                 | 2018年3月                               |
| 2018年 | 第56回 | 『コンビニなしでは生きられない』                        | 秋保水菓   | 2018年4月                                       | 2021年7月                               |
| 2018年 | 第57回 | 『人間に向いてない』                                    | 黒澤いづみ | 2018年6月                                       | 2020年5月                               |
| 2018年 | 第58回 | 『異セカイ系』                                          | 名倉編     |                                                 | 2018年8月                               |
| 2019年 | 第59回 | 『線は、僕を描く』                                      | 砥上裕將   | 2019年6月                                       | 2021年10月                              |
| 2019年 | 第60回 | 『絞首商會』                                            | 夕木春央   | 2019年9月                                       | 2023年1月                               |
| 2020年 | 第61回 | 『#柚莉愛とかくれんぼ』                                 | 真下みこと | 2020年2月                                       | 2021年11月                              |
| 2020年 | 第62回 | 『法廷遊戯』                                            | 五十嵐律人 | 2020年7月                                       | 2023年4月                               |
| 2021年 | 第63回 | 『スイッチ 悪意の実験』                                 | 潮谷験     | 2021年4月                                       | 2022年9月                               |
| 2023年 | 第64回 | 『ゴリラ裁判の日』                                      | 須藤古都離 | 2023年3月                                       | 2025年5月                               |
| 2024年 | 第65回 | 『死んだ山田と教室』                                    | 金子玲介   | 2024年5月                                       |                                         |
| 2025年 | 第66回 | 『女王陛下に捧ぐ、王家の宝の在処』                      | 市塔承     |                                                 |                                         |

## 関連書籍・作家
受賞には至らなかったが、講談社からデビューした作家
- 立原伸行 - 1996年4月増刊号の座談会で取り上げられた『法廷の伝書鳩』をきっかけに担当編集者がつき、その後執筆した『社会部長が死んだ夜』（1997年9月増刊号座談会）が『事件記者が死んだ夜』と改題されて1997年10月に出版された。本名の広岩近広名義でノンフィクションの著作もある。
- 鳥羽森 - 『密閉都市のトリニティ』（2009年Vol.2［2009年8月］座談会 / 2010年3月刊行） - 投稿時タイトル『欲望＝トリニティ』
- 鏑矢竜 - 『ファミ・コン!』（2011年Vol.2［2011年8月］座談会 / 2012年4月刊行） - 投稿時タイトル『イン ロウ ハビット』

受賞はしなかったが、講談社から刊行された投稿作
- 山口芳宏 - 『妖精島の殺人』（2006年5月増刊号座談会 / 2009年9・10月刊行） - 2007年に『雲上都市の大冒険』で第17回鮎川哲也賞を受賞してデビューし、その後、かつて座談会で取り上げられた『妖精島の殺人』が講談社ノベルスで上下巻で刊行された。
- 早見江堂 - 『本格ミステリ館焼失』（2007年9月増刊号座談会 / 2007年12月刊行） - 1991年4月に講談社ノベルス『かぐや姫連続殺人事件』で「谷口敦子」名義でデビューしていた矢口敦子の投稿作。「早見江堂」というペンネームで刊行された。
- 紺野天龍 - 『神薙虚無最後の事件』（2012年Vol.2 [2012年8月] 座談会 / 2022年6月刊行） - 投稿時タイトル『朝凪水素最後の事件』。現在のタイトルで第29回（2019年）鮎川哲也賞最終候補作にもなっている[12]。2018年、電撃文庫『ゼロの戦術師』でデビュー。

別の出版社から刊行された投稿作
- 門前典之 - 『啞吼の輪廻（あくのりんね）』（1996年12月増刊号座談会） - 第7回（1996年）鮎川哲也賞最終候補作。メフィスト賞に応募後、『死の命題』に改題して新風舎より自費出版（1997年9月）。その後門前典之は別作品で第11回（2001年）鮎川哲也賞を受賞してデビュー。2010年2月には『死の命題』を改題改稿した『屍（し）の命題』を原書房から刊行した。
- 柄刀一 - 『サタンの僧院』（1998年5月増刊号座談会 / 原書房、1999年4月） - 1998年7月、その前年の鮎川哲也賞の最終候補作になった『3000年の密室』で原書房からデビュー。
- 川口祐海 - 『ナゼアライブ』（2009年Vol.1［2009年4月］座談会 / 文芸社、2011年8月［川口愉快名義］ / 『イシュタム・コード』に改題、文芸社文庫、2012年10月［川口祐海名義］）

メフィスト賞に投稿歴のある作家
- 城戸光子 - 『ユリス』をメフィスト賞に投稿（2005年1月増刊号座談会）。座談会で取り上げられ「出版できるレベル」と評されたが、規定違反（他社でデビュー済み）だったこともあり、出版はされなかった。
- 詠坂雄二 - メフィスト賞の常連投稿者だったが、メフィストが休刊（2006年春 - 、1年間）になったため別の賞に目標を変え、2007年8月、『リロ・グラ・シスタ』で光文社KAPPA-ONEからデビュー[注 53]。